# Prague Open 2020
Il Prague Open 2020 è stato un torneo di tennis facente parte della categoria International nell'ambito del WTA Tour 2020. È stata l'11ª edizione del torneo giocato su campi in terra rossa battuta. Il torneo si è giocato al TK Sparta Praha di Praga in Repubblica Ceca dal 10 al 16 agosto 2020.

## Partecipanti

### Teste di serie
| Nazionalità | Giocatrice               | Ranking* | Testa di serie |
| ----------- | ------------------------ | -------- | -------------- |
| Romania     | Simona Halep             | 2        | 1              |
| Croazia     | Petra Martić             | 15       | 2              |
| Belgio      | Elise Mertens            | 23       | 3              |
| Ucraina     | Dajana Jastrems'ka       | 25       | 4              |
| Russia      | Ekaterina Aleksandrova   | 27       | 5              |
| Russia      | Anastasija Pavljučenkova | 30       | 6              |
| Rep. Ceca   | Barbora Strýcová         | 31       | 7              |
| Russia      | Veronika Kudermetova     | 40       | 8              |
| Lettonia    | Anastasija Sevastova     | 43       | 9              |

* Ranking al 3 agosto 2020.

### Altre partecipanti
Le seguenti giocatrici hanno ricevuto una wild card:
- Eugenie Bouchard
- Linda Fruhvirtová
- Barbora Krejčíková

Le seguenti giocatrici sono passate dalle qualificazioni:

- Lesja Curenko
- Marta Kostjuk
- Elena-Gabriela Ruse
- Mayar Sherif

Le seguenti giocatrici sono entrate in tabellone come lucky loser:
- Magdalena Fręch
- Leonie Küng
- Storm Sanders

### Ritiri
Prima del torneo
- Belinda Bencic → sostituita da  Alizé Cornet → sostituita da  Camila Giorgi
- Fiona Ferro → sostituita da  Leonie Küng
- Dajana Jastrems'ka → sostituita da  Magdalena Fręch
- Anett Kontaveit → sostituita da  Laura Siegemund
- Kristina Mladenovic → sostituita da  Tamara Zidanšek
- Karolína Muchová → sostituita da  Ana Bogdan
- Jeļena Ostapenko → sostituita da  Jasmine Paolini
- Elena Rybakina → sostituita da  Sara Sorribes Tormo
- Maria Sakkarī → sostituita da  Arantxa Rus
- Iga Świątek → sostituita da  Dar'ja Kasatkina → sostituita da  Storm Sanders
- Alison Van Uytvanck → sostituita da  Kristýna Plíšková
- Donna Vekić → sostituita da  Patricia Maria Țig
- Markéta Vondroušová → sostituita da  Irina-Camelia Begu

Durante il torneo
- Ana Bogdan
- Lesja Curenko

## Punti e montepremi
| Torneo    | Torneo              | V      | F      | SF    | QF    | 2T    | 1T    | Q  | Q3    | Q2  | Q1  |
| Singolare | Punti               | 280    | 180    | 110   | 60    | 30    | 1     | 18 | 14    | 10  | 1   |
| Singolare | Premi in denaro ($) | 25 000 | 14 000 | 8 035 | 5 000 | 3 150 | 2 300 | –  | 1 080 | 940 | 800 |
| Doppio    | Punti               | 280    | 180    | 110   | 60    | –     | 1     | –  | –     | –   | –   |
| Doppio    | Premi in denaro ($) | 9 000  | 5 000  | 3 230 | 1 980 | –     | 1 520 | –  | –     | –   | –   |

## Campionesse

### Singolare
Simona Halep ha sconfitto in finale  Elise Mertens con il punteggio di 6-2, 7-5.
- È il ventunesimo titolo in carriera per Halep, secondo della stagione.

### Doppio
Lucie Hradecká /  Kristýna Plíšková hanno sconfitto in finale  Monica Niculescu /  Raluca Olaru con il punteggio di 6-2, 6-2.